# RockMelt
RockMelt was een webbrowser voor geïntegreerd sociaal netwerken, ontwikkeld door Tim Howes en Eric Vishria. De browser was beschikbaar voor Windows en Mac. Het project werd ondersteund door Netscape-oprichter Marc Andreessen. RockMelt biedt een andere gebruikerservaring om op het internet te surfen, die focust op de integratie van zowel Google als sociale media, in het bijzonder Facebook en Twitter.
De browser startte op 8 november 2010 in een gesloten bètafase. Om de browser te downloaden moest men inloggen met een Facebook-account waarna gewacht moest worden op een uitnodigingsemail.
RockMelt is gebaseerd op Chromium. Er werd ook een officiële RockMelt-app voor de iPhone en iPod Touch uitgebracht.

## Stopzetting
Begin 2013 raakte bekend dat Rockmelt zou worden stopgezet. In plaats daarvan hebben de makers een website met bijbehorende app opgezet die fungeert als portaal voor feeds en sociale netwerken. Rockmelt werd overgenomen door Yahoo!.